# Charles-Georges-Lebrecht d'Anhalt-Köthen
Charles-Georges-Lebrecht (15 août 1730, Köthen – 17 octobre 1789, Semlin) est prince d'Anhalt-Köthen de 1755 à sa mort.
Fils du prince Auguste-Louis d'Anhalt-Köthen et de sa deuxième épouse Christine-Jeanne-Émilie de Promnitz-Pless, il succède à son père à sa mort. Il sert brièvement dans l'armée danoise en 1750, puis dans l'armée prussienne à partir de 1751. En 1789, alors qu'il combat dans l'armée autrichienne durant la guerre contre la Turquie, il tombe malade et meurt à Semlin, près de Belgrade. Son fils aîné Auguste-Christian-Frédéric lui succède à la tête de l'Anhalt-Köthen.

## Descendance
Le 26 juillet 1763, Charles-Georges-Lebrecht épouse à Glücksburg Louise-Charlotte (5 mars 1749 – 30 mars 1812), fille du duc Frédéric de Schleswig-Holstein-Sonderbourg-Glücksbourg. Ils ont six enfants :
- Caroline-Louise (8 janvier 1767 – 8 février 1768) ;
- Auguste-Christian-Frédéric (18 novembre 1769 – 5 mai 1812), prince puis duc d'Anhalt-Köthen épouse en 1792 Frédérique de Nassau-Usingen (1777-1821) (div. 1803);
- Charles-Guillaume (5 janvier 1771 – 9 novembre 1793), tué à la bataille de Wattignies ;
- Louise-Frédérique (30 août 1772 – 28 décembre 1775) ;
- Louis d'Anhalt-Köthen (1778-1802) (en) (25 septembre 1778 – 16 septembre 1802) épouse en 1800 Louise de Hesse-Darmstadt (1779-1811);
- Frédérique-Wilhelmine (7 septembre 1780 – 21 juillet 1781).